# Psibala empusa
Psibala empusa är en insektsart som beskrevs av Kramer 1963. Psibala empusa ingår i släktet Psibala och familjen dvärgstritar. Inga underarter finns listade i Catalogue of Life.